# 富山県水墨美術館
富山県水墨美術館（とやまけんすいぼくびじゅつかん、The Suiboku Museum, Toyama）は、富山県富山市五福にある近代日本の水墨画を主体とした公立美術館である。

## 特色
富岡鉄斎や横山大観、竹内栖鳳など近代における水墨画の大家の作品をはじめ、富山県砺波市出身の日本画家・下保昭の代表的な水墨画が常設展示されている。その他、染織や陶芸など日本の美術・工芸史を辿る企画展も取り組まれている。
美術館は富山市の公園「五福山水苑」（ごふくやますいえん）の中にある。外観は和風の寄棟造りとなっており、鉄筋コンクリート造り平屋、瓦葺きのL字形の建物で、屋内には常設展示室、企画展示室、映像ホール、情報コーナー・図書室のほか、喫茶室、茶室、ミュージアムショップなどがあり、各展示室同士は長さが約100mあるガラス張りの廊下で結んでいる。
展示室以外は無料で利用でき、ガラス張りの廊下からは、ベニシダレ桜（「富山さくらの名所70選」に選定）がある広大な芝生の中庭や、雄大な立山連峰をベンチに座って眺めたり、回廊のある中庭に出て散策することもできる。また春には、美術館のすぐ東側を流れる神通川の堤（堤防）の桜並木が咲き誇る姿を望める。
また日本庭園を有する数寄屋造りの離れ、茶室「墨光庵（ぼっこうあん）」が美術館一番奥にあり、無料で見学できるほか、立礼席での抹茶の提供（有料）と茶会のための茶室の貸出し（有料）を行っている。

## おもな収蔵作品
- 狩野探幽 『花鳥図屏風』（制作年不詳）
- 岸駒・岸岱 『獅子図・虎図』（1833年）
- 堂本印象 『山晴煙雨後』（1937年頃）
- 菱田春草 『竹林』（1909年頃）
- 東山魁夷 『和春』（1943年頃）
- 富岡鉄斎 『普陀落迦山』（1887年）、『四暢図』（1894年頃）、『十六羅漢尊図』（1923年）
- 竹内栖鳳 『鳥図屏風』（1899年頃）、『霜鳥』（1905年）、『山林幽致』（1933年頃）『象』（制作年不詳）
- 横山大観 『立山遠望』（1902年頃）、『木立に白鷺』（1904年）、『雪後』（1907年頃）、『瀑布四題 夏』（1909年）、『瀑布四題 秋』（1909年）、『雨後之山』（1941年）[2]
- 堂本印象 『山晴煙雨後』（1937年頃）
- 石崎光瑤 『花鳥の図』（1935年）
- 村上華岳 『竹林の図』（1932年）、『秋山松樹』（1938年）
- 奥村土牛 『巣籠』（1941年）
- 畠中光享 『観世音』（2000年）、『菩薩』（2013年）
- 加山又造 『凍れる月光』（1981年）
- 菊池契月 『稚児文珠』（1920年頃）
- 前田青邨 『鵜飼』（1933年頃）
- 平福百穂 『晩山残照』（1928年）
- 松林桂月 『渓山』（1955年）
- 小川芋銭 『渡江仏心印』（1918年）
- 小杉放庵（放菴） 『立山と修験者』（1930年代）
- 尾竹竹坡 『渡雁』（1912年）、『猫』（1914年）[7]
- 入江波光 『帰り来る舟』（1938年）
- 榊原紫峰 『池畔小禽』（1965年頃）
- 都路華香 『白龍図』（1928年）
- 岩崎巴人 『鬼子母慈悲』（2003年頃）
- 篁牛人[4] 『四睡の図』（1969年）、『老子出関の図（部分）』（1969年）
- 下保昭 『白雲日月』（1971年）『湖上霊峰』（1981年）、『長江満月』（1991年）

など、約30人の作家の作品を収蔵している。

## 施設
各施設の詳細は、公式サイトの館の概要を参照。
- エントランスホール
- 常設展示室
  - 近代水墨画の系譜[2] - 竹内栖鳳、横山大観、川合玉堂といった水墨画の代表的なエッセンスを一覧できるように、系統的な展示をすすめている。富山県ゆかりの水墨画家、篁牛人、豊秋半二らの作品を展示することを通じて、富山県と水墨画の関わりを表現している[8]。
  - 下保昭作品室[2] - 下保昭の作品154点を収蔵し、約15点を体系的に展示している[8][9]。これらの作品の内100点は、可必館・京都現代美術館の館長であった梶川芳友が個人収集した作品を、1993年（平成5年）に富山県に寄贈したものである。また、下保昭本人から寄贈された作品もある。なお、これらの作品寄贈が、富山県水墨美術館創設の一端ともなった[9]。
- 企画展示室1、2[2]
  - 2室はホワイエで繋がっており一体での使用可能。
- 映像ホール[2]
  - 水墨画の歴史や、近代の作家の作品紹介などを上映。
- 情報コーナー・図書室
- 茶室「墨光庵（ぼっこうあん）」[2]
  - 数奇屋大工の棟梁 で、富山県小矢部市出身の中村外二が手掛け、長男義明が完成させた茶室。
- ミュージアムショップ「風花（ふうか）」[2]
- 中庭
  - 中庭のベニシダレ桜は、秋田県仙北市角館の農家より移植したものである。
- 駐車場 2か所・乗用車 88台、バス 7台（無料）

## その他
美術館ロビーや展示室を繋ぐ廊下には、常緑広葉樹の「ブビンガ」の1枚板を使用したベンチがあるが、それらの内3つのベンチの脚には、パリのルーブル美術館を改修した際に剥がした庭の敷石を利用している。

## 開館時間および観覧料
開館時間
- 9時30分から18時まで（入室は17時30分まで）[3][4]

休館日
- 月曜日（祝日は開館）、祝日の翌日、年末年始

常設展示室観覧料
- 一般 200円、大学生 160円、高校生以下 無料

企画展は別料金

## アクセス
富山地方鉄道富山軌道線
- トヨタモビリティ富山 Gスクエア五福前（五福末広町）停留場下車、徒歩約10分。

富山地鉄バス
- 富山駅南口より
  - 小杉・高岡方面 五福末広町バス停下車、徒歩約10分。
  - 新桜谷町・呉羽山老人センター方面 畑中バス停下車、徒歩約10分。